# Собор Покрови Пресвятої Богородиці (Буенос-Айрес)
Кафедральний собор Покрови Пресвятої Богородиці (ісп. Catedral Católica Ucrania Santa María del Patrocinio) — головний собор греко-католицької єпархії Покрови Пресвятої Богородиці в Буенос-Айресі. Знаходиться у районі Флореста столиці Аргентини.

## Історія
Ініціатором будівництва храму став отець Йосиф Галабарда, який освятив наріжний камінь під будівництво майбутнього кафедрального собору Різдва Господа нашого Ісуса Христа 4 березня 1961 року. Внески на спорудження церкви зробили архієпископ Іван Бучко і кардинал Антоніо Каджано, а також українські прихожани Аргентини та інших країн. Єпископ Андрій Сапеляк змінив назву храму на «Покров Пресвятої Богородиці». Будівництво тривало з 1960 по 1969 роки під керівництвом архітектора Віктора Гриненка та інженера Осипа Алатіо. 7 вересня 1968 року Патріарх Йосиф Сліпий під час свого пастирського візиту в Аргентину освятив кафедральний собор Покрови Пресвятої Богородиці в Буенос-Айресі. У жовтні 1985 року під час святкування ювілею єпархії храм відвідав єпископ Мирослав-Іван Любачівський. 10 квітня 1987 року храм відвідав папа Іван Павло II під час свого візиту в Аргентину. 2000 року кафедральний собор відвідав Любомир Гузар у рамках свого візиту в Аргентину. 6 березня 2011 року пройшли урочисті святкування з нагоди 50-річчя освячення наріжного каменя, було відслужено Архієрейську Божественну Літургію, відбулася конференція з цього приводу.

## Опис храму

Запрестольний образ Богоматері. Мозаїка Б. Крюкова

Загальна площа кафедрального собору 485 м². Він має три нави. За задумом церква будувалася у стилі українського бароко XVII–XVIII століть із характерними для слов'янських храмів куполами. Їх собор має п'ять і вони символізують Христа в оточенні чотирьох євангелістів. На фасаді знаходиться образ Покрови Пресвятої Богородиці, покровительки собору. В апсиді знаходиться образ Богоматері з немовлям Ісусом на руках роботи Бориса Крюкова. На склепінні знаходиться образ Святого Духу у вигляді голуба в оточенні вогнів, які символізують теологічні чесноти. Іконостас з трьох воріт виготовив майстер Крейовецький. У верхній частині центрального купола знаходяться зображення Ісуса Вседержителя (Пантократора) і чотирьох євангелістів. На лівій стіні зображено хрещення Русі і її народу у водах Дніпра. На правій стіні зображено Оранту, яка захищає місто Київ. Біля її ніг Ярослав Мудрий в оточенні військ, священиків і вірних. На лівій стіні вівтаря знаходиться ікона «Різдво Господа нашого Ісуса Христа», а на правій — ікона «Покрова Пресвятої Богородиці». Художнє оздоблення храму виконане у візантійському стилі Ніколасом Холодюком.